# Geološko skladištenje ugljen-dioksida
Geološko skladištenje 2 je osnovni segment tehnologije zahvatanja i skladištenja CO2 (CCS).
Dve najpovoljnije opcije za skladištenje 2 su:
1. Iscrpljena ležišta nafte i gasa.
2. Duboki slani akviferi, koji sadrže vodu nepovoljnu za piće, a često i sa većom koncentracijom soli od morske vode.

Ostale opcije, kao što su slojevi uglja i bazaltne stene, koje su još uvek u fazi istraživanja, mogu takođe biti rešenja za skladištenje u budućnosti.
2 se upumpava kroz bušotine u duboke stenske formacije koje sadrže pore između zrna ili pukotina, zamenjujući i komprimujući postojeći fluid u njima: prirodni gas, vodu ili naftu. Rezervoar stene sa dobrom poroznošću i permeabilitetom predstavljaju povoljnu sredinu za skladištenje. Obično se nalaze u sedimentnim basenima i nastali su taloženjem sedimenata u geološkoj prošlosti. Finozrni nepropusni sedimenti u ovim basenima stvaraju barijere između propusnih formacija. Pojava ležišta nafte, prirodnog gasa ili čistog CO2 dokazuje njihovu sposobnost da zadrže fluide milionima godina.
Geološke formacije, ležišta i povlatne stene formiraju kompleksne strukture, koje su heterogene, neravnomerno raspoređene i izrasedane. Zbog toga je neophodno kompleksno proučavanje terena i geološko iskustvo da bi se procenila pogodnost predložene podzemne strukture za dugoročno skladištenje 2.
Potencijalna ležišta za skladištenje 2 moraju ispunjavati brojne kriterijume, od kojih su najvažniji:
- Zadovoljavajuća poroznost, permeabilitet i kapacitet skladišta.
- Postojanje nepropusne pokrovne stene – na primer, nekonsolidovanih glina, glinovitih laporaca, laporaca ili slanih stena, koje sprečavaju migraciju 2 ka površini terena.
- Postojanje zamki - kao što su povlatne stene oblika kupole – radi kontrole migracije 2 u skladištu.
- Dubina preko 800 m, gde su pritisak i temperatura dovoljno visoki da omoguće skladištenje gusto komprimovanog CO2, čime se stvaraju uslovi za skladištenje maksimalne količine gasa.
- Odsustvo pijaće vode u geološkom skladištu.

## Nacionalni primeri potencijalnih skladišta
Primer oblasti koja ispunjava navedene uslove je Južni Permski basen, koji se prostire od Engleske do Poljske. Peskovi su se taložili u nekoliko navrata tokom geološke istorije. Na sedimente su uticali procesi formiranja stena, usled kojih su se prostori između pora ispunjavali slanom vodom ili prirodnim gasom. Međuslojna glina je formirala nepropusne slojeve, koji sprečavaju migraciju fluida ka površini. Većina formacija peščara nalazi se na dubini 1-4 km, gde je pritisak dovoljno visok da se CO2 skladišti u gustoj fazi. Sadržaj soli u formacionim vodama povećava se u ovom intervalu dubina od oko 100 g/l do 400 g/l, to znači da je voda zasićena solju, pa čak i mnogo većeg saliniteta od morske vode. U ovom basenu registrovano je na stotine struktura formiranjem doma usled migracije soli, koje su predstavljale zamke za akumuliranje prirodnog gasa. Ove zamke su predmet istraživanja za određivanje potencijalnih geoloških skladišta 2 i pilot projekata.

## Kapacitet skladišta
Procene kapaciteta skladišta 2 obično su veoma približne i zasnivaju se na prostornom rasporedu potencijalno povoljnih formacija. Kapacitet skladišta može se utvrditi u različitim razmerama, počev od nacionalnih – za grube procene, do preciznijih proračuna basena i dimenzija ležišta, uzimajući u obzir specifičnu heterogenost terena i kompleksnost realnih geoloških struktura.
Obično se određuju različiti nivoi kapaciteta skladišta:
- Volumetrijski kapacitet: Procene zapremine pora u stenama ležišta, na osnovu rasporeda, debljine i karakteristika formacija povoljnih za skladištenje.
- Geotehnički kapacitet: Obično specifične procene ležišta, pri čemu se uzimaju u obzir svi podaci o ležištu i karakteristikama povlate, kao što su injektivnost, formacioni fluidi i pogodne strategije injektiranja. Ove procene zahtevaju detaljne podatke o ležištu, radi izvođenja numeričkih simulacija injektiranja i migracije 2 u postojećim formacijama.
- Očekivani kapacitet: Konačno, socijalno-ekonomski faktori utiču na odluku da li će se potencijalno ležište zaista iskoristiti za skladištenje 2. Ovi faktori uključuju dostupnost pogodnih izvora CO2, cene skladištenja, obaveze, pravni okvir i prihvaćenost od strane javnosti. Teško je predvideti i uzeti u razmatranje ove ne-geotehničke faktore koji utiču na kapacitet skladištenja.

Možemo zaključiti da je volumetrijski kapacitet za skladištenje 2 u Evropi visok, ali postoje i brojne nedoumice, naročito u slučaju dubokih slanih akvifera. Akviferi imaju kapacitet za skladištenje 2 koji emituju velika postrojenja tokom nekoliko decenija. Obnavljanje podataka i dalje istraživanje novih potencijalnih kapaciteta skladišta u Evropi predmet su stalnog istraživačkog rada u mnogim državama, ali i u okviru projekta EU CO2STOP za Evropu u celini.

## Literatura
- Hester, Ronald E; Harrison, Roy M. (2009). Carbon capture: sequestration and storage (Issues in environmental science and technology, 29. изд.). Royal Society of Chemistry. ISBN 978-1-84755-917-3.
- Shackley, Simon; Gough, Clair (2006). Carbon capture and its storage: an integrated assessment. Ashgate. ISBN 978-0-7546-4499-6.
- Wilson, Elizabeth J; Gerard, David (2007). Carbon capture and sequestration : integrating technology, monitoring and regulation. Blackwell Publishing. ISBN 978-0-8138-0207-7.
- Metz, Bert (2005). IPCC special report on carbon dioxide capture and storage. Intergovernmental Panel on Climate Change. Working Group III (Cambridge University Press). ISBN 978-0-521-86643-9.
- Wilcox, Jennifer (2012). Carbon Capture. Springer. ISBN 978-1-4614-2214-3.